# Brucker Sägmühle
Brucker Sägmühle ist eine kleine Ortschaft der Stadt Lorch im Ostalbkreis in Baden-Württemberg.

## Beschreibung
Der Ort steht etwa 3 km nordöstlich des Stadtkerns von Lorch im Tal des Schweizerbachs, der in diesem Bereich auch Waldauer Bach genannt wird.
Von Nordwesten kommt zur Brucker Sägmühle der Mühlbach geflossen.
Im Untergrund liegt Unterer Bunter Mergel. Naturräumlich liegt der Ort im Welzheimer Wald, genauer im Vorderen Welzheimer Wald.

## Geschichte
Der Ort wurde das erste Mal 1912 namentlich erwähnt. Auf der Urflurkarte von 1831 sind an der Stelle der Ortschaft bereits einige Gebäude eingezeichnet, die den Anschein von Mühlen geben.